# Cynolebias porosus
Cynolebias porosus es una especie de pez, de la familia de peces de agua dulce de los rivulinos.
Especie usada comercialmente en acuariofilia aunque es muy difícil de mantener en acuario, con el cuerpo vistoso y una longitud máxima descrita de 15 cm.

## Distribución y hábitat
Se distribuye por ríos y aguas estancadas de América del Sur, en charcas de la llanura de inundación del río San Francisco (Brasil) en Brasil. En los remansos y charcas de agua dulce donde vive es bentopelágico y no migrador, prefiriendo una temperatura del agua entre 22 °C y 30 °C.